# Меженики
Меженики — деревня в Стародубском муниципальном округе Брянской области.

## География
Находится в южной части Брянской области на расстоянии приблизительно 11 км на север от районного центра города Стародуб.

## История
Упоминалась с первой половины XVII века, с 1661 года — владение Валькевичей. В XVII—XVIII веках входила в 1-ю полковую сотню Стародубского полка. В 1859 году здесь (деревня Стародубского уезда Черниговской губернии) было учтено 54 двора, в 1892—93. До 2020 года входила в состав Меленского сельского поселения Стародубского района до их упразднения.

## Население
Численность населения: 457 человек (1859 год), 701 (1892), 200 человек в 2002 году (русские 99 %), 130 в 2010.